# Geografía de Hungría
Hungría es un Estado sin litoral. Tiene una ubicación estratégica entre las principales rutas terrestres entre la Europa occidental y la península balcánica, así como entre Ucrania y la cuenca del Mediterráneo. Los ríos que fluyen de norte a sur, el Danubio y el Tisza, dividen el país en tres grandes regiones.

## Relieve
Básicamente, Hungría es un país dominado por llanuras. El 50 % de su superficie es llana. Hay varias regiones geomorfológicas en el país:
El principal río es el Danubio, que recorre Hungría de norte a sur a lo largo de 417 km. Es un río muy caudaloso, en particular a principios de verano. El pico más alto es el Kékes con 1015 metros de altitud.
Hungría tiene un clima continental, con inviernos fríos y veranos entre templados y calurosos. La temperatura media anual es de alrededor de 10 °C, en verano de 27 a 35 °C, y en invierno de 0 a 15 grados bajo cero. 
La pluviosidad media anual es de alrededor de 600 mm. La distribución y frecuencia de la lluvia son impredecibles. La parte occidental del país suele recibir más lluvia que la parte oriental, donde puede haber severas sequías en el verano. Las condiciones meteorológicas en la Gran Llanura pueden ser especialmente duras, con veranos calurosos, inviernos fríos y escasas precipitaciones.
| Parámetros climáticos promedio de Budapest, capital de Hungría | Parámetros climáticos promedio de Budapest, capital de Hungría | Parámetros climáticos promedio de Budapest, capital de Hungría | Parámetros climáticos promedio de Budapest, capital de Hungría | Parámetros climáticos promedio de Budapest, capital de Hungría | Parámetros climáticos promedio de Budapest, capital de Hungría | Parámetros climáticos promedio de Budapest, capital de Hungría | Parámetros climáticos promedio de Budapest, capital de Hungría | Parámetros climáticos promedio de Budapest, capital de Hungría | Parámetros climáticos promedio de Budapest, capital de Hungría | Parámetros climáticos promedio de Budapest, capital de Hungría | Parámetros climáticos promedio de Budapest, capital de Hungría | Parámetros climáticos promedio de Budapest, capital de Hungría | Parámetros climáticos promedio de Budapest, capital de Hungría |
| Mes                                                            | Ene.                                                           | Feb.                                                           | Mar.                                                           | Abr.                                                           | May.                                                           | Jun.                                                           | Jul.                                                           | Ago.                                                           | Sep.                                                           | Oct.                                                           | Nov.                                                           | Dic.                                                           | Anual                                                          |
| -------------------------------------------------------------- | -------------------------------------------------------------- | -------------------------------------------------------------- | -------------------------------------------------------------- | -------------------------------------------------------------- | -------------------------------------------------------------- | -------------------------------------------------------------- | -------------------------------------------------------------- | -------------------------------------------------------------- | -------------------------------------------------------------- | -------------------------------------------------------------- | -------------------------------------------------------------- | -------------------------------------------------------------- | -------------------------------------------------------------- |
| Temp. máx. abs. (°C)                                           | 14                                                             | 17                                                             | 23                                                             | 29                                                             | 33                                                             | 39                                                             | 38                                                             | 39                                                             | 35                                                             | 32                                                             | 21                                                             | 15                                                             | 39                                                             |
| Temp. máx. media (°C)                                          | 1                                                              | 4                                                              | 10                                                             | 17                                                             | 22                                                             | 26                                                             | 28                                                             | 27                                                             | 23                                                             | 16                                                             | 8                                                              | 4                                                              | 15.5                                                           |
| Temp. mín. media (°C)                                          | -4                                                             | -2                                                             | 2                                                              | 7                                                              | 11                                                             | 15                                                             | 16                                                             | 16                                                             | 12                                                             | 7                                                              | 3                                                              | -1                                                             | 6.8                                                            |
| Temp. mín. abs. (°C)                                           | -23                                                            | -20                                                            | -9                                                             | -3                                                             | 1                                                              | 4                                                              | 6                                                              | 8                                                              | 2                                                              | -5                                                             | -8                                                             | -13                                                            | -23                                                            |
| Precipitación total (mm)                                       | 37                                                             | 44                                                             | 38                                                             | 45                                                             | 72                                                             | 69                                                             | 56                                                             | 47                                                             | 33                                                             | 57                                                             | 70                                                             | 46                                                             | 614                                                            |
| Días de precipitaciones (≥ 1 mm)                               | 13                                                             | 12                                                             | 11                                                             | 11                                                             | 13                                                             | 13                                                             | 10                                                             | 9                                                              | 7                                                              | 10                                                             | 14                                                             | 13                                                             | 136                                                            |
| [cita requerida]                                               |                                                                |                                                                |                                                                |                                                                |                                                                |                                                                |                                                                |                                                                |                                                                |                                                                |                                                                |                                                                |                                                                |

## Medio ambiente

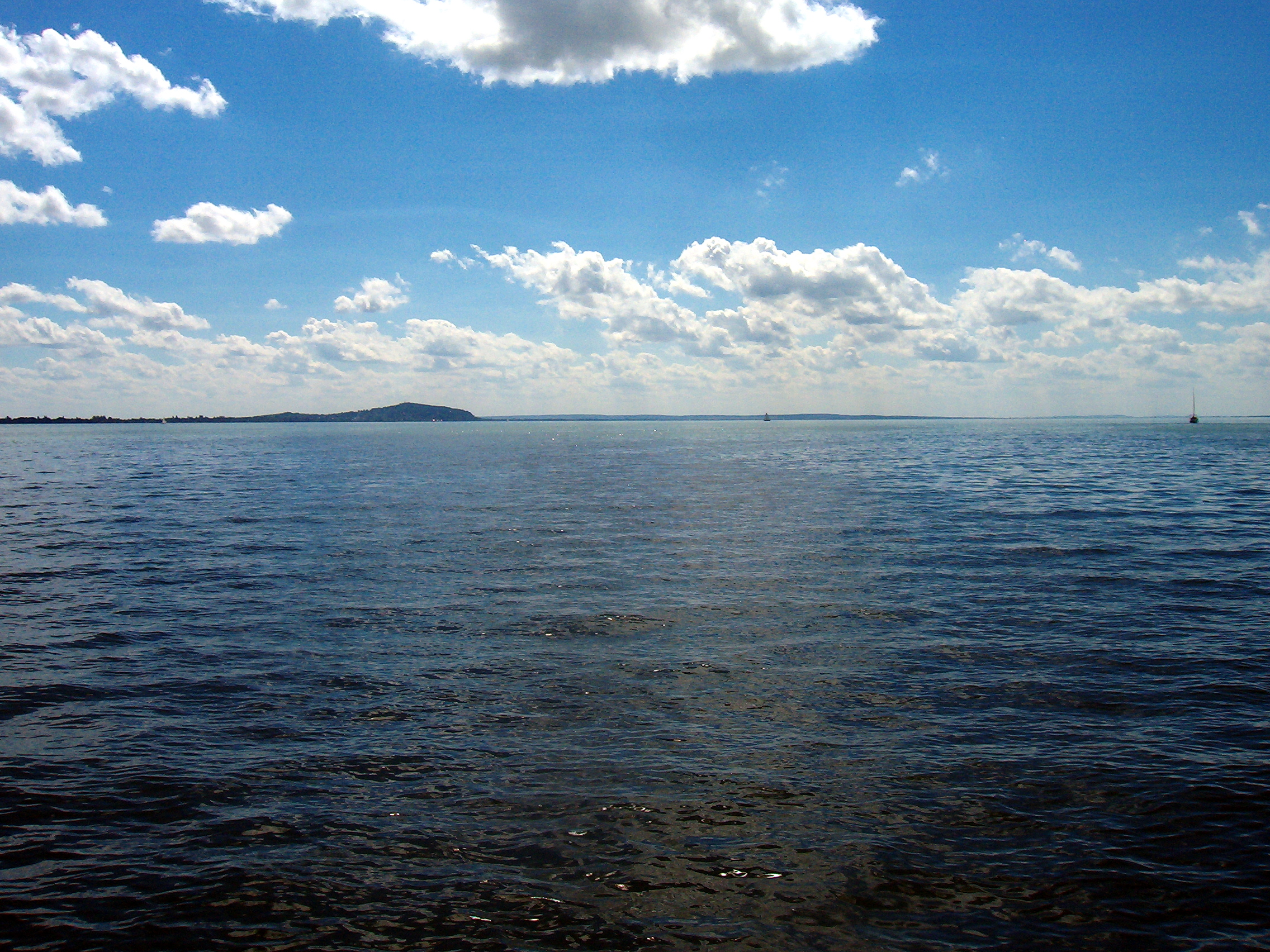
Lago Balatón.

En la zona de montaña abundan los bosques de hoja caduca, con hayas y robles. WWF incluye la totalidad del territorio de Hungría en la ecorregión de bosque templado de frondosas denominada bosque mixto de Panonia.
En la llanura, la vegetación es esteparia. En la Gran Llanura Húngara se encuentran el parque nacional de Hortobágy y el parque nacional de Kiskunság (Bugac, Apajpuszta, Lajosmizse).
Conforme a la normativa de la Unión Europea, el territorio de este país pertenece a la región biogeográfica panónica. Cuenta con cinco reservas de la biosfera: desde 1979, Aggtelek, Hortobágy, Kiskunság y el lago Fertö, a los que se sumó Pilis en 1980. 235.430 hectáreas están protegidas como humedales de importancia internacional al amparo del Convenio de Ramsar, en total, 28 sitios Ramsar. Tiene 5 parques nacionales: Aggteleki, Bükki, Fertö-Hanság, Hortobágyi y Kiskunsági.
En los años ochenta, la campiña estaba empezando a mostrar los efectos de la contaminación, tanto por herbicidas usados en la agricultura como por contaminantes industriales. Lo más notable es la gradual contaminación de los cursos de agua del país, que ponen en peligro los pescados y la fauna. Aunque la preocupación estaba creciendo sobre estas preocupantes amenazas al medio ambiente, no se han adoptado aún medidas decisivas para detenerlas. La mejora de las normas de Hungría en el tratamiento de los residuos, la eficiencia energética y la contaminación del aire, el suelo y el agua para cumplir con las exigencias de Unión Europea requerirán grandes inversiones.

## Geografía humana
La población de Hungría se calcula en 9.905.596 habitantes (est. julio de 2009). De ella, el 68 % vive en zonas urbanas (2008). 

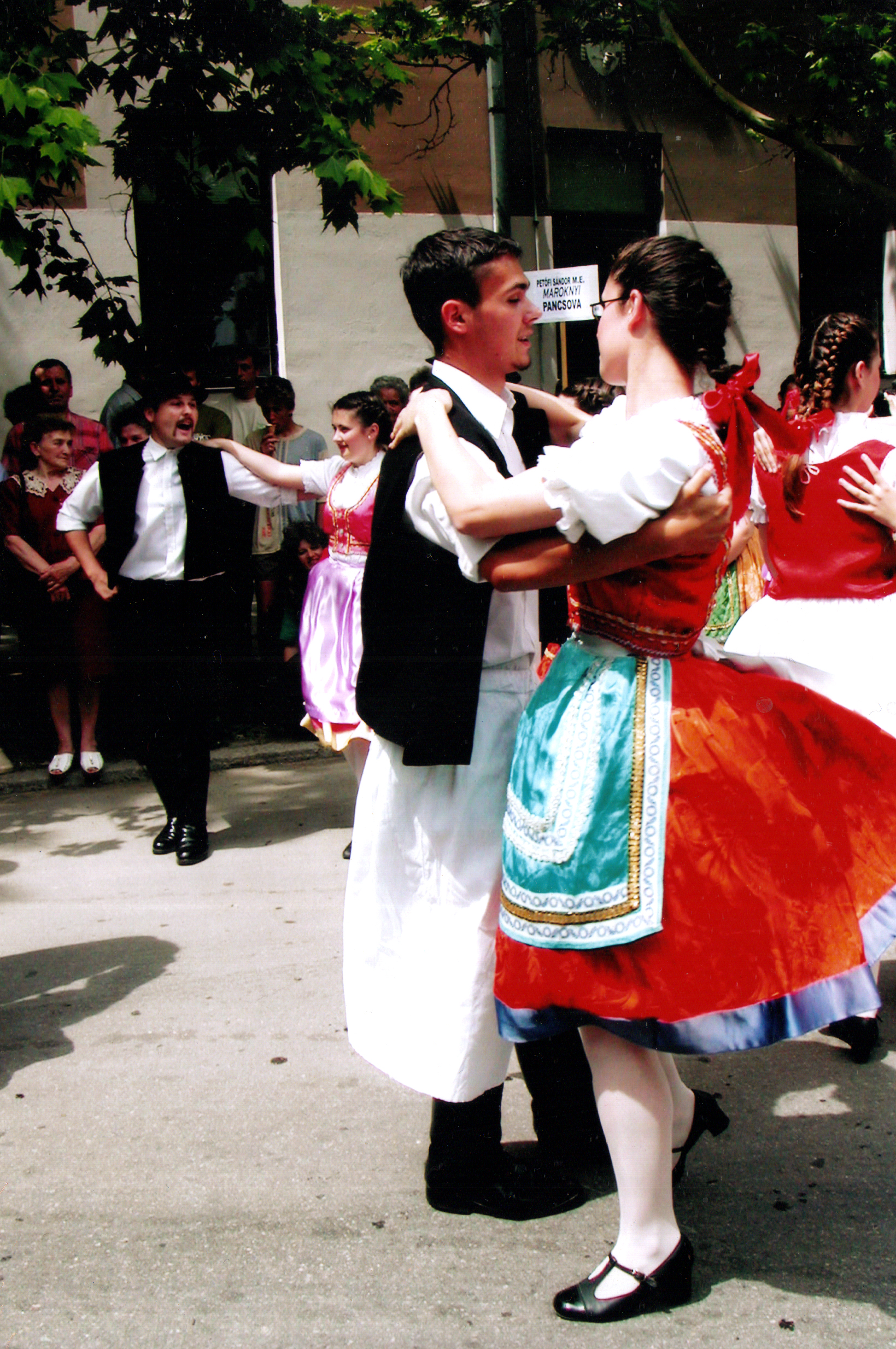
Una pareja bailando zardas con el traje nacional húngaro.

Mapa de Hungría con las principales localidades, líneas de comunicación y accidentes geográficos

Los grupos étnicos de Hungría, según el censo de 2001, son: húngaros 92,3 %, gitanos 1,9 %, otros o desconocido 5,8 %. Predomina el catolicismo 51,9 %, aunque hay varios grupos protestantes (calvinistas, 15,9 %, luteranos 3 %) además de católicos griegos 2,6 % y otros cristianos 1 %; otros o sin especificar 11,1 %, sin afiliar 14,5 %. El idioma mayoritario es el húngaro 93,6 %. 
La capital es Budapest, que tiene una población de 1.712.210 habitantes (2009). Otras poblaciones de más de 100.000 habitantes son: Debrecen, Miskolc y Szeged. En 1999, por la ley 1999/XCII en conjunto a la ley 1996/XXI, se crearon en Hungría siete regiones: 
- Hungría Septentrional: Borsod-Abaúj-Zemplén, Heves y Nógrád.
- Gran Llanura Septentrional: Hajdú-Bihar, Jász-Nagykun-Szolnok y Szabolcs-Szatmár-Bereg.
- Gran Llanura Meridional: Bács-Kiskun, Békés y Csongrád.
- Hungría Central: Pest y la capital, Budapest.
- Transdanubio Central: Komárom-Esztergom, Fejér y Veszprém.
- Transdanubio Occidental: Győr-Moson-Sopron, Vas y Zala.
- Transdanubio Meridional: Baranya, Somogy y Tolna.

Aparte de Budapest, la ciudad capital (fovaros), el país se divide administrativamente en 19 condados (megyek, singular - megye) y 23 condados urbanos (singular - megyei varos). Los condados son: Bacs-Kiskun, Baranya, Bekes, Borsod-Abauj-Zemplen, Csongrad, Fejer, Gyor-Moson-Sopron, Hajdu-Bihar, Heves, Jasz-Nagykun-Szolnok, Komarom-Esztergom, Nograd, Pest, Somogy, Szabolcs-Szatmar-Bereg, Tolna, Vas, Veszprem y Zala.
Los condados urbanos son: Bekescsaba, Debrecen, Dunaujvaros, Eger, Erd, Gyor, Hodmezovasarhely, Kaposvar, Kecskemet, Miskolc, Nagykanizsa, Nyiregyhaza, Pecs, Salgotarjan, Sopron, Szeged, Szekesfehervar, Szekszard, Szolnok, Szombathely, Tatabanya, Veszprem y Zalaegerszeg.

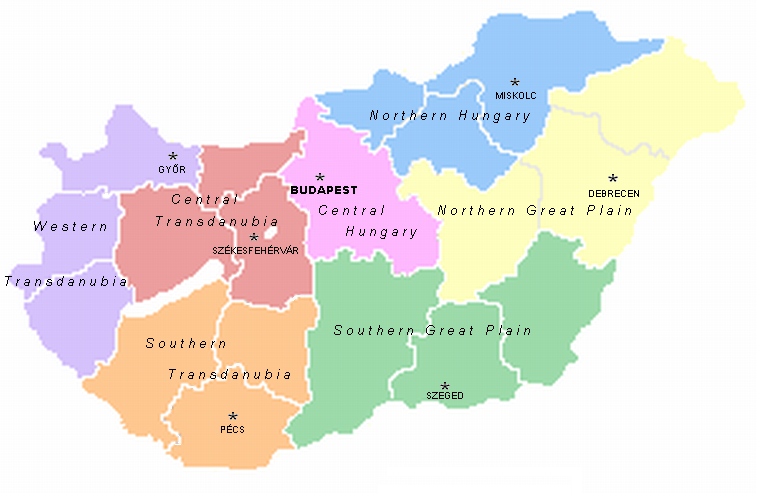
Regiones de Hungría, con los condados de cada una.

## Geografía económica
Los recursos naturales de Hungría son: bauxita, carbón, gas natural, suelos fértiles y tierra arable. Esta última representa el 49,58% del uso de la tierra, 2,06% se son cosechas permanentes y el resto 48,36% (2005). El regadío abarca 2300 kilómetros cuadrados (2003).
El PIB por sector es: agricultura 3,4%, industria 34,3% y servicios 62,4% (2009 est.). La población activa se divide en: agricultura 5%, industria 32,4% y servicios 62,6% (2005) 
Hungría ha realizado la transición de una economía planificada a una economía de mercado con unos ingresos per cápita de casi dos tercios de la media de la Unión Europea. Al sector privado se debe más del 80% del PIB. La propiedad extranjera de y la inversión en firmas húngaras está muy expandida, con una inversión extranjera acumulada que hace un total de más de $200 billones desde 1989. Las medidas de austeridad del gobierno, impuestas desde finales de 2006, han reducido el déficit público de más del 9% del PIB en 2006 a 3,3% en 2008. 
Los productos agrícolas son: trigo, maíz, pipas de girasol y remolacha azucarera. El ganado es vacuno, cerdos, aves de corral y productos lácteos. La industria existente es la minera, metalurgia, materiales de construcción, alimentos procesados, textil, productos químicos (especialmente farmacéuticos) y vehículos de motor.
Hay 4.407 km de gaseoductos y 987 km de oleoductos; 8.057 km de vías férreas y 159.568 km de carreteras, de ellas 626 km de autopistas. Las vías fluviales tienen una extensión de 1.622 km (en su mayor parte en el río Danubio) (2008). Los puertos y terminales son: Budapest, Dunaujvaros, Gyor-Gonyu, Csepel, Baja y Mohacs.

## Áreas protegidas de Hungría

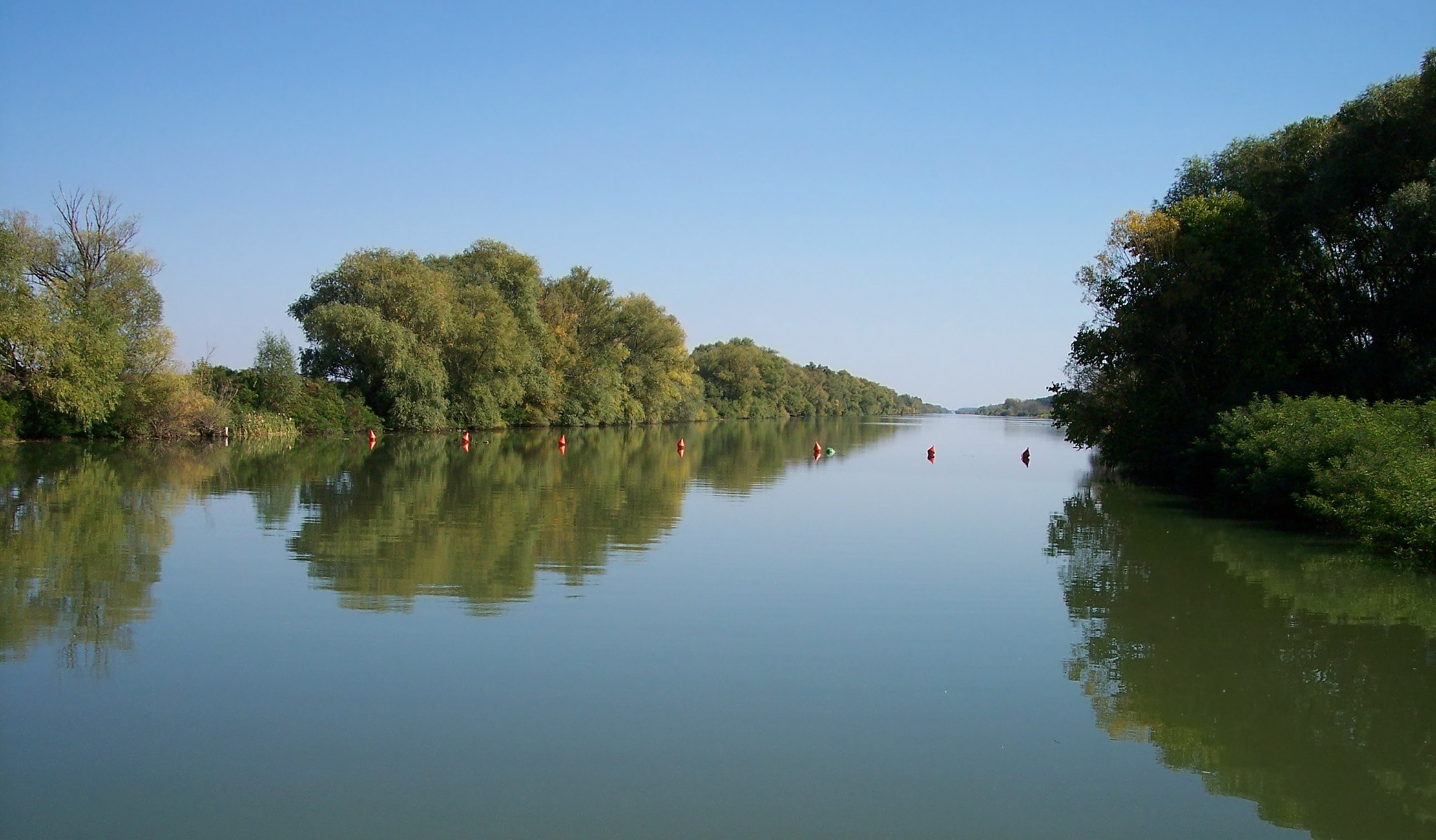
Parque nacional Körös-Maros

Según la IUCN, en Hungría hay 896 áreas protegidas que ocupan 21.051 km2, el 22,6% del territorio (93.142 km2). De las 326 designaciones nacionales, 10 son parques nacionales, 39 son áreas paisajísticas protegidas, 103 son monumentos naturales y 174 son áreas de conservación de la naturaleza. De las 535 designaciones regionales, 479 son Áreas especiales de conservación y 56 son áreas de protección especial. De las designaciones internacionales, 29 son sitios Ramsar, 5 son Reservas de la biosfera de la Unesco y 1 es patrimonio de la humanidad.

#### Parques nacionales
- Parque nacional Hortobágy
- Parque nacional de Kiskunság
- Parque nacional Bükk
- Parque nacional Aggtelek
- Parque nacional Fertő-Hanság
- Parque nacional Danubio-Drava
- Parque nacional Körös-Maros
- Parque nacional Tierras Altas de Balaton
- Parque nacional del Danubio-Ipoly
- Parque nacional de Őrség